# Den svenska psalmboken 1695
Den svenska psalmboken 1695 (ofta omtalad som 1695 års psalmbok, kallas även den karolinska psalmboken, Swedbergs psalmbok eller den Swedbergska psalmboken) var Svenska kyrkans första officiella psalmbok. Den användes i Sverige under åren 1695–1819, i Finland till 1886, i vissa församlingar och väckelsekretsar betydligt längre. 1697 års koralbok kom med många nykomponerade melodier. Drivande kraft var Jesper Swedberg (1653–1735). Swedbergs psalmboksförslag av år 1694 antogs av kungen, men refuserades sedan den tryckts på Swedbergs bekostnad. Den nya psalmboken 1695 byggde ändå till största delen på hans förslag. Refuseringen av i huvudsak 78 nyskrivna psalmer har kallats för "en av våra största litterära skandaler" av Magnus von Platen. Den författare som lämnat de flesta bidragen är dock Haquin Spegel. Övriga viktiga svenska bidragsgivare är Jakob Arrhenius, Gustaf Ållon och Petrus Brask (28 verk). 
128 psalmer är hämtade från Göteborgspsalmboken.
Ett intressant tidsdokument är att HErren och JEsus konsekvent skrivs med två stora begynnelsebokstäver, dock stavas Gud och Kristus med bara en versal.
En finskspråkig psalmbok baserad på denna, senare kallad Gamla psalmboken, sammanställdes under ledning av biskop Johannes Gezelius den yngre och trycktes 1701. Antalet psalmer var detsamma, liksom indelningen i olika avdelningar, men själva psalmerna skiljer sig.
Med * försedd psalm kan också läsas i Den gamla psalmboken: ett urval ur 1695, 1819 och 1937 års psalmböcker, som ingår i Svenska Akademiens klassikerserie.
I förteckningen nedan betyder (v) = verser.

## Psalmer i 1695 års psalmbok

### I. Catechismus författad i Sånger.
- 1 Thesse äro the tijo Budh (12v) (Göteborgspsalmboken 1650 s. 3–5). Finns på Wikisource.
- 2 Then som wil en Christen heta (5v) * (Göteborgspsalmboken 1650 s. 5–6) Finns på Wikisource.
- 3 Betraktom väl de helga bud (12v) Finns på Wikisource.

#### Trones Artiklar
- 4 Wij troo uppå en alsmächtigh Gudh (3v) (Göteborgspsalmboken 1650 på s. 6–7) (1819 nr 17) Finns på Wikisource.
- 5 Wij troo uppå en Gudh (3v) (Göteborgspsalmboken 1650 på s. 7–8) Finns på Wikisource.
- 6 O Gudh wij lofwe tigh / O HErre (28v) (Göteborgspsalmboken 1650 på s. 18–20).
- 7 O Gudh wij lofwe tigh / O Gudh (1v) (Göteborgspsalmboken 1650 på s. 20–22) (1819 nr 263) Finns på Wikisource.
- 8 Uppå Gudh Fader jagh fast troor (12v) (melodi som nr 9) Finns på Wikisource.

#### Herrans Böön
- 9 Fader wår som i Himlom äst (9v) (Göteborgspsalmboken 1650 s. 9–10) Finns på Wikisource.
- 10 O Fader wår högt öfwer oss (3v) (Göteborgspsalmboken 1650 s. 60–61) Finns på Wikisource.
- 11 Himmelske Fader frome (1v), (melodi som nr 119)

#### Om Döpelsen
- 12 Wår HErre Christ kom til Jordan (7v) (Göteborgspsalmboken 1650 s. 11–13). Finns på Wikisource.
- 13 Wår HErre Christ til Jordan gick (7v) (melodi som nr 12).

#### Om Herrans Nattward
- 14 JEsus Christus är wår hälsa (12v)  (Göteborgspsalmboken 1650 s. 13–15, 1819 nr 152). Finns på Wikisource.
- 15 Gudh ware lofwad och högeliga prisad (6v) (Göteborgspsalmboken 1650 s. 15–16) Finns på Wikisource.
- 16 JEsu Christi oskyldiga dödh (10v) * (1819 nr 154)
- 17 Tu lifsens brödh/O JEsu Christ (8v) (1819 nr 155)
- 18 Jagh wil i alla stund (5v) melodi som nr 116, (1819 nr 156)
- 19 Säll then som hafwer JEsum kär (18v) melodi som nr 16 (1819 nr 157)
- 20 Hur kan och skal jagh tigh (1v) (1819 nr 160)
- 21 Tigh JEsu ske nu ewig prijs (3v) melodi som nr 219 (1819 nr 161)

### II. Konung Davids Psalmer
- 22 Säll är den man, som icke går Psaltaren 1 (Göteborgspsalmboken 1650 s. 77–78) Finns på Wikisource.
- 23 Hjälp Gud! vad för jämmerlig ting Psaltaren 3 (melodi som nr 24)
- 24 O HErre hwad en mächtig hoop (5v) Psaltaren 3 (Göteborgspsalmboken 1650 s. 98–99)
- 25 Hör migh o Gudh / gif på mitt taal (12v) Psaltaren 5 (melodi som nr 323)
- 26 Uthi tin stora wrede (10v) Psaltaren 6
- 27 Ack HErre straffa icke migh (6v) Psaltaren 6
- 28 På tigh förtröstar jagh/ min Gudh (7v) Psaltaren 7 (melodi som nr 79)
- 29 HErre medan tu tigh döljer (14v) Psaltaren 10
- 30 På HErran jagh förtröstar (6v) Psaltaren 11 (melodi som nr 341)
- 31 O HErre Gudh af Himmelrijk / Wij må thet alle klaga (6v) Psaltaren 12  (Göteborgspsalmboken 1650 på s. 226–229) Finns på Wikisource.
- 32 Hjälp, Gud, de trogna äro få Psaltaren 12 (melodi som nr 42) (1819 nr 121)
- 33 Säg HErre / huru länge Wil tu förgäta migh (5v) Psaltaren 13 (melodi som nr 100)
- 34 Then ogudachtige säger så (6v) Psaltaren 14 (melodi som nr 2)
- 35 HErre ho skal ewinnerlig (4v) Psaltaren 15 (Göteborgspsalmboken 1650 s. 78–79)
- 36 O HErre! tu äst min enda tilflyckt (8v) Psaltaren 16 (melodi som nr 215)
- 37 Himlarna medh all theras häär (7v) Psaltaren 19 (melodi som nr 22)
- 38 HErren wår Gudh ware tigh blijd (10v) Psaltaren 20
- 39 Min Gudh / min Gudh / sade Christus tå (13v) Psaltaren 22
- 40 Hwad kan migh ståå til trång och nödh * Psaltaren 23 Göteborgspsalmboken 1650 s. 62–63 Finns på Wikisource.
- 41 Then stora wijda jord / Och hwad som ther på boor (7v) Psaltaren 24 (melodi som nr 116) (jmfr Anders Christensen Arrebos psalm O Herre, vem skall bo från samma psaltarpsalm) (1819 nr 315)
- 42 Min hogh från Menniskior hafwer jagh wändt (12v) Psaltaren 25 (Göteborgspsalmboken 1650 s. 23–26) Finns på Wikisource.
- 43 Jagh längtar / HErre/ efter tigh (8v) Psaltaren 25 (melodi som nr 27)
- 44 HErren är mitt lius och hälsa (6v) Psaltaren 27 (melodi som nr 53)
- 45 När jag nu min bön utgjuter (8v) (1819 nr 264) Finns på Wikisource.
- 46 På dig jag hoppas, Herre kär Psaltaren 31 (Göteborgspsalmboken 1650 s. 63–64, 1819 nr 226) Finns på Wikisource.
- 47 Säll den vars överträdelse (melodi som nr 323) (1819 nr 196)
- 48 Låt icke det förtryta dig Psaltaren 37 (1819 nr 232) (Göteborgspsalmboken 1650 s. 76–77)
- 49 Then onde wachtar ther fast uppå (8v) Psaltaren 31 (melodi som nr 48)
- 50 Gjör wäl/och låt alt ondt beståå (8v) Psaltaren 31 (melodi som nr 48)
- 51 Ach HErre! migh eij tuckta (12v) Psaltaren 38 (melodi som nr 26)
- 52 Säll är then man som hafwer kär (7v) Psaltaren 41  (Göteborgspsalmboken 1650 s. 80–82)
- 53 Såsom hjorten träget längtar (1819 nr 460)
- 54 Döm migh / min Gudh/ befordra min rätt (4v) Psaltaren 43 (melodi som nr 42)
- 55 Jagh siunger om en Konung båld (9v) Psaltaren 45
- 56 Vår Gud är oss en väldig borg * Psaltaren 46 (Göteborgspsalmboken 1650 s. 87–88, 1819 nr 124) Finns på Wikisource.
- 57 Gud är vår starkhet och vårt stöd Psaltaren 46 (melodi som nr 219) (1819 nr 227) Finns på Wikisource.
- 58 Alt folck skal nu här höra (12v) Psaltaren 49 (melodi som nr 345)
- 59 O Herre Gud, gör nåd med mig Psaltaren 51 (Göteborgspsalmboken 1650 s. 26–28, 1819 nr 181) Finns på Wikisource.
- 60 Förbarma tigh / Gudh / öfwer migh (5v) Psaltaren 50
- 61 Hwij berömmer tu fast tigh (6v) Psaltaren 52 (Göteborgspsalmboken 1650 s. 82–84)
- 62 Gudh hör min böön (9v) Psaltaren 55 (melodi som nr 94)
- 63 O människa Gud klagar *  (melodi som nr 237)
- 64 Hjelp Gudh uthaf tin nådes thron (7v) Psaltaren 61
- 65 Mitt fasta hopp till Herren står (melodi som nr 220) (1819 nr 228)
- 66 O HErre Gudh tu hörer böön (5v) Psaltaren 65 (melodi som nr 252)
- 67 Gudh ware oss barmhertig och mild Psaltaren 67 (Göteborgspsalmboken 1650 s. 88–89, 1819 nr 402)
- 68 Hielp migh / min Gudh / min sorg migh qwäl (13v) Psaltaren 69 (Göteborgspsalmboken 1650 s. 139–143)
- 69 Gudh! Skynda tigh at frälsa migh (6v) Psaltaren 70 (melodi som nr 352)
- 70 Min Gud, på dig förtröstar jag (melodi som nr 262) (1819 nr 229)
- 71 Gud, vår Gud, för världen all Psaltaren 72
- 72 Thet är fullwist / at hwar och een / Som wil sigh rätt beflita (12v) Psaltaren 73 (melodi som nr 379)
- 73 Min Gud jag nu åkallar *  (melodi som nr 100)
- 74 O HErre Gudh betee tin macht (12v) Psaltaren 79 (melodi som nr 64)
- 75 Gudh står i Gudz Församling (5v) Psaltaren 82 (1819 nr 310)
- 76 Så skön och ljuvlig är (melodi som nr 116) (1819 nr 325)
- 77 HErre som offta nådelig (6v) Psaltaren 85
- 78 Tin Öron / HErre / til migh bög (8v) Psaltaren 86
- 79 O Herre Gudh af Himmelrijk / Wår tilflyckt ästu ewinnerlig (9v) Psaltaren 90 (Göteborgspsalmboken 1650 s. 226–229)
- 80 Then som under hans beskärm boor (8v) Psaltaren 91 (Göteborgspsalmboken 1650 s. 64–67) Finns på Wikisource.
- 81 Ett kostligt ting och godt thet är (10v) Psaltaren 92 (melodi som nr 199)
- 82 O Gudh som har i händer/ All macht och rättwijs hämnd (15v) Psaltaren 94 (melodi som nr 312)
- 83 Kommer här och låter Psaltaren 95 (Göteborgspsalmboken 1650 s. 16–17) Finns på Wikisource.
- 84 Hela världen fröjdes Herran (1819 nr 268) Finns på Wikisource.
- 85 Om nåd och rätt jag tänker sjunga (1819 nr 299)
- 86 Min själ skall lova Herran Psaltaren 103 (Göteborgspsalmboken 1650 s. 34–36, 1819 nr 16) Finns på Wikisource.
- 87 Lofwa Gudh / min siäl / i alla stund (9v) (Göteborgspsalmboken 1650 s. 66–39)
- 88 HErren uthi sin högsta thron (8v) Psaltaren 110 (Göteborgspsalmboken 1650 s. 164–166)
- 89 Säll är then man som frucktar Gudh/ Och stoor lust hafwer til hans budh (6v) Psaltaren 112 Finns på Wikisource.
- 90 Tu som wil HErran tiena I sann gudachtighet (8v) Psaltaren 113 (melodi som nr 345)
- 91 Tå Israel af Egypten drog (3v) Psaltaren 114
- 92 O Gud, det är min glädje (melodi som nr 312) (1819 nr 223)
- 93 Nu lofwe HErran all then Heedna skara (1v) Psaltaren 117
- 94 Tå migh går sorg och nödh uppå (4v) Psaltaren 120
- 95 Jag lyfter mina händer * (melodi som nr 100) (1819 nr 33) Finns på Wikisource.
- 96 Utan Herren faller oss till Psaltaren 124 (Göteborgspsalmboken 1650 s. 89–90)
- 97 Allt arbet är ju fåfängt här (7v) Psaltaren 127 (Snarlik senare tolkning av Ps 127 Förgäves all vår omsorg är) (melodi som nr 262)
- 98 Säll är den man, som fruktar Gud Psaltaren 128 (1819 nr 339) (Göteborgspsalmboken 1650 s. 79–80) Finns på Wikisource.
- 99 Av djupets nöd, o Gud, till dig (1819 nr 182) Psaltaren 130 (Göteborgspsalmboken 1650 s. 28–29) Finns på Wikisource.
- 100 Till dig av hjärtans grunde Psaltaren 130 (1819 nr 183) Finns på Wikisource.
- 101 Se, huru gott och ljuvligt är (1819 nr 307)
- 102 Widh the älwer i Babylon (5v) Psaltaren 137 (Göteborgspsalmboken 1650 s. 32–34)
- 103 Utrannsaka mig, min Gud
- 104 Ach HErre hör och bistånd giör (14v) Psaltaren 143
- 105 Pris vare Gud, som min hand lärer strida *  (melodi som nr 302)
- 106 Ditt namn, o Gud, jag lova vill (melodi som nr 219) (1819 nr 269) Finns på Wikisource.
- 107 Lova Herren Gud, min själ (1819 nr 29) Finns på Wikisource.
- 108 Min siäl skal uthaf hiertans grund (11v) Psaltaren 146
- 109 Jerusalem tu helga stadh / Prisa tin Gudh medh gamman (3v) Psaltaren 147 (Göteborgspsalmboken 1650 s. 97) Finns på Wikisource.
- 110 Lofsiunger Herran, lofsiunger Herran
- 111 Lofsiunger HErran Gudh, Medh psalmers söta liud (5v) Psaltaren 149 (melodi som nr 130)
- 112 Lova Gud i himmelshöjd * (melodi som nr 302) (1819 nr 271) Finns på Wikisource.

### III. Årliga Högtiders Psalmer

#### Några Heligas Lofsånger
- 113 Min siäl prisar storliga HErran (10v), J. Mariae Lofsång Lukasevangeliet 1:46 (se även Magnificat och Göteborgspsalmboken 1650  s. 17–18) Finns på Wikisource.
- 114 Lofwad ware HErren Israels Gudh (12v), Zachariae Lofsång Lukasevangeliet 1:68
- 115 HErre / nu låter tu tin tienare (4v), SimeonisLofsång Lukasevangeliet 2:29 (Göteborgspsalmboken 1650 s. 18) Finns på Wikisource.

#### Advents-Psalmer
- 116 Frögda tigh tu Christi brudh (7v), * (1819 nr 51) Finns på Wikisource.
- 117 Gjör porten högh / giör dören bredh (5v) * (1819 nr 52) Finns på Wikisource.

#### Om Christi Mandoms anammelse
- 118 Esaie Prophetenom hände thet så (1v) (1819 nr 9) (Göteborgspsalmboken 1650 s. 125–126) Finns på Wikisource.
- 119 Christus then rätte HErren (5v) (Göteborgspsalmboken 1650 s. 118–119, 1819 nr 50) Finns på Wikisource.
- 120 O JEsu Christ som mandom tog (5v) (Göteborgspsalmboken 1650 s. 126–127, 1819 nr 49) Finns på Wikisource.

#### Jule-högtids Psalmer – Om Christi Födelse
- 121 Werldenes Frälsare kom här (7v) (Göteborgspsalmboken 1650, 1819 nr 58) Finns på Wikisource.
- 122 Wij lofwom Christ en Konung båld (8v) Göteborgspsalmboken 1650 Finns på Wikisource.
- 123 War gladh tu helga Christenhet  / Och prisa Gudz barmhertighet (8v) Göteborgspsalmboken 1650 Finns på Wikisource.
- 124 Gläd tigh tu helga Christenhet (7v) (1819 nr 59) Finns på Wikisource.
- 125 Lofwad ware tu JEsu Christ (7v) (Göteborgspsalmboken 1650, 1819 nr 62)
- 126 Alle Christne frögda sigh (6v samt en refräng) Göteborgspsalmboken 1650 Finns på Wikisource.
- 127 En jungfru födde ett barn i dagh (3v) (1819 nr 60) Göteborgspsalmboken 1650 Finns på Wikisource.
- 128 Hwar Christtrogen frögde sigh (4v) (1819 nr 61)
- 129 All then ganska Christenhet / Prisar Gudz barmhertighet (10v) Finns i Göteborgspsalmboken 1650.
- 130 In dulci jubilo (4v)  Göteborgspsalmboken 1650 Finns på Wikisource.
- 131 Så skiön lyser then Morgonstiern * (10v) Göteborgspsalmboken 1650 Finns på Wikisource.
- 132 Af Himmels högd jagh kommen är (15v) (1819 nr 63) Finns på Wikisource.
- 133 När HErren Christus födder war (8v) (melodi som nr 136)

#### Ny-Åhrs Psalmer
- 134 Frögder eder alle / I thenna Christenhet (6v) (Göteborgspsalmboken 1650)
- 135 Tin godhet wele wij lofwa (8v), (melodi som nr 283) (1819 nr 410)
- 136 Thet gamla åhr framgångit är (7v) (1819 nr 411)
- 137 Wår tijd är ganska flychtig här (6v) (melodi som nr 131) (7v), (melodi som nr 377) (1819 nr 412)
- 138 Gudz godhet skole wij prisa (6v) (melodi som nr 283)
- 139 Gif / o JEsu! frögd och lycka  (1819 nr 413)

#### Om Jesu Namn och Välgierningar
- 140 Wälsignat ware JEsu Namn (5v) (Göteborgspsalmboken 1650 på s. 74–75, 1819 nr 64) Finns på Wikisource.
- 141 JEsus är mitt lijf och hälsa (7v)  (1819 nr 214) Finns på Wikisource.
- 142 HErre JEsu Christ / min Frälsare tu äst (8v)  (Göteborgspsalmboken 1650 på s. 132–714, 1819 nr 195)
- 143 Sij / JEsus är ett tröstrijkt Namn (5v)  (1819 nr 56)
- 144 JEsu tu min frögd och fromma (5v)  (1819 nr 204)

#### Trettonde Dags Psalmer
- 145 Ett barn är födt i Bethlehem (10v) + latin "Puer natus in Bethlehem, Bethlehem" (10v) (Göteborgspsalmboken 1650 på s. 123–125)
- 146 Ett barn är födt af jungfru reen (12v) (melodi som nr 145)  (1819 nr 67)

#### Om Christi pino och dödh
- 147 O Gudh wår Fader i ewighet / Utan all begynnelse och ända (29 verser) (Göteborgspsalmboken 1650 på s. 149–156)
- 148 Hielp Gudh / at jagh nu kunde (13v) (Göteborgspsalmboken 1650 på s. 143–147)
- 149 JEsus uppå korset stod / Honom förlop hans helga blodh (12v) (Göteborgspsalmboken 1650 på s. 147–149)
- 150 O rene Gudz Lamb / oskyldig (1v) (1819 nr 94) (Göteborgspsalmboken 1650 på s. 156) Finns på Wikisource.
- 151 JEsu! djupa såren tina * (melodi som nr 53) (1819 nr 77)
- 152 JEsu / tu mitt lijf / min hälsa (8v) (1819 nr 76) Finns på Wikisource.
- 153 Wij tacke tigh / o JEsu godh! (4v) (1819 nr 96) Finns på Wikisource.
- 154 Ach hiertans wee! at jagh skal see (12v) (1819 nr 98)
- 155 Min Frälsare / hwad siälawee (6v) * (1819 nr 84) Finns på Wikisource.
- 156 Skåder / skåder nu här alle (5v) * (1819 nr 92)
- 157 Up min tunga at lofsiunga (11v) * (1819 nr 106)
- 158 JEsu! lär migh rätt betänckia (20v) * (melodi som nr 244) (1819 nr 75)
- 159 O Tu wår HErre JEsu Christ! (1v), (melodi som nr 9) (1819 nr 93)

#### Om Christi Begrafning
- 160 Så är fullkomnat JEsu kär ( 8v),  *  (1819 nr 99)
- 161 Sann Gudh och Man o JEsu blijd / Tigh ware lof i ewig tijd (14v)

#### Påska Psalmer – Om Christi Upståndelse
- 162 Nu är kommen wår Påska-frögd (7v) (Göteborgspsalmboken 1650, s.157–158, 1819 nr 104) Finns på Wikisource.
- 163 Christ låg i dödsens bandom (7v) (Göteborgspsalmboken 1650, s.158–159) Finns på Wikisource.
- 164 JEsus Christus han är worden (6v och en Verus intercal) (Göteborgspsalmboken 1650, s.159–160) Finns på Wikisource.
- 165 Gladeligh wele wij Haleluia siunga (4v) (Göteborgspsalmboken 1650, s.161–162)
- 166 Sigh frögde nu hwar Christen man (5v) (melodi som nr 167) (1819 nr 107)
- 167 Upstånden är wår HErre Christ / Halle:Halleluja! / Alles wår Frälserman förwist / Halle: Halleluja (19v) (Göteborgspsalmboken 1650, s.162–164)
- 168 Upstånden är wår HErre Christ / Halle:Halleluja! / För hela werldens tröst förwist. Halle:Halleluja (6v) (melodi som nr 167)
- 169 Then HErren båld Gudz Faders Son (3v)
- 170 Låt oss frögdas / gladlig siunga (8v) (1819 nr 109)
- 171 JEsus Christus wår Frälserman (3v) (Göteborgspsalmboken 1650, s.166)
- 172 Låt oss nu JEsum prisa (10v)  (1819 nr 110)
- 173 JEsu! tu tigh sielf upwäckte (10v)  (1819 nr 111)
- 174 Thenne är then store dagen (9v) (melodi som nr 45) (1819 nr 112)

#### Om Christi Himmelsfärd
- 175 JEsu! tu äst wår salighet / Alt wårt begär och kärlighet (5v) (melodi som nr 316) (Göteborgspsalmboken 1650 på s. 166–167) Finns på Wikisource.
- 176 Upfaren är wår HErre Christ (9v), (melodi som nr 167) (Göteborgspsalmboken 1650 på s. 167–168, 1819 nr 115) Finns på Wikisource.
- 177 Nu frögdoms wij medh glädie stor / En Christus up til Himla foor (13v)

#### Pingesdaga Högtijd – Om then Helga Anda
- 178 Wij begå nu then hugnelig tijd / Gudh Fader gaf af högden nidh (8v)
- 179 Then Helge Andes nådh Regere alles wår rådh (13v)
- 180 Kom Helge Ande HErre godh (7v) (Göteborgspsalmboken 1650 s. 171–172, 1819 nr 133) Finns på Wikisource.
- 181 Kom Helge Ande HErre Gudh (3v) (Göteborgspsalmboken 1650 s. 173–174, 1819 nr 134) Finns på Wikisource.
- 182 Nu bedie wij then Helga And (4v) (Göteborgspsalmboken 1650 s. 172–173, 1819 nr 135)
- 183 O tu Helge Ande kom! (1v) och på latin Weni Sancte Spiritus, reple tuorum corda fidelium (Göteborgspsalmboken 1650 s. 173, 1819 nr 132)
- 184 Helge And mins hiertans nöije (8v) * (melodi som nr 377) (1819 nr 136)
- 185 När Christus Gudz thens Högstas Son (13v)
- 186 Andans helga nåde (8v) (1819 nr 137)
- 187 O Helge And kom til migh in (9v) (1819 nr 138)

#### Om then Hel. Trefallighet
- 188 O Fader wår / barmhertig och godh (4v),  *  (Göteborgspsalmboken 1650, 1819 nr 21) Finns på Wikisource.
- 189 HErre Gudh Fader stat oss bij (1v),  (Göteborgspsalmboken 1650 på s. 176, 1819 nr 22) Finns på Wikisource.
- 190 O HErre Gudh af Himmelrijk / Gif oss nådh til at prisa tigh (3v) (Göteborgspsalmboken 1650 på s. 85–86, 1819 nr 23)
- 191 Tigh ware lof och prijs O Christ (3v),   (Göteborgspsalmboken 1650 på s. 22–23, 1819 nr 265)
- 192 Alleneste Gudh i Himmelrijk (5v),  (Göteborgspsalmboken 1650 på s. 116–117, 1819 nr 24) Finns på Wikisource.
- 193 Gudh heligste Treenighet / Du store Gudh i ewighet (5v) O Lux beata Trinitas
- 194 O Skapar' och o gode Gudh / All nådes brunn och Fader! (3v) (1819 nr 25)

#### Uppå S. Michaelis Dagh – Om de heliga englar
- 195 Gudh låter här sin Christenhet ( 5v) * (melodi som nr 219) (1819 nr 35) Finns på Wikisource.
- 196 Gudh ware tack och ähra (9v) (1819 nr 36)
- 197 O Gudh rijk af barmhertighet (7v) (melodi som nr 229)

#### Uppå alla Helgona dag
- 198 Kom / min Christen / Gudh til ähra (11v) (melodi som nr 53) (1819 nr 217)

#### Uppå Apostledagar
- 199 Sigh frögde nu Himmel och jord / Af Gudz miskund och helga Ord (8v) (Göteborgspsalmboken 1650 s. 103–104)
- 200 Så hafwe vij i thenna dagh * (14v), (melodi som nr 219) (1819 nr 316)

### IV. Psalmer Öfwer några Söndags Evangelier
- 201 Ett bröllop uthi Cahna stod (8v, Johannesevangeliet 2)
- 202 Een liknelse liuflig och klar (12v, Matteusevangeliet 20) (Göteborgspsalmboken 1650 s. 45–48) (melodi som nr 94) Finns på Wikisource.
- 203 Så högt har Gudh oss til stoor frögd (5v, Johan 3) (melodi som nr 281) (1819 nr 147)
- 204 Om en rijk man här siungom wij (11v, Lukasevangeliet 16) (Göteborgspsalmboken 1650 s. 236–239)
- 205 En riker man / wäldiger han (14v, Lukasevangeliet 14) (Göteborgspsalmboken 1650 s. 42–45)*
- 206 Gudh warder liknad widh en man (12v, Lukasevangeliet 15) (Göteborgspsalmboken 1650 s. 50–54)
- 207 Står up af synd medh allo slijt (9v, Lukasevangeliet 15) --- (melodi som nr 217)
- 208 Then som efter Gudz Rijke står (8v, Lukasevangeliet 16)
- 209 Högfärd är en odygd så stoor (11v, Lukasevangeliet 10) (Göteborgspsalmboken 1650 s. 216–218)
- 210 O menniskia wil tu betänckia (7v, Matteusevangeliet 6) (Göteborgspsalmboken 1650 s. 48–50) Finns på Wikisource.
- 211 Oss Christna bör troo och besinna (11v) * (melodi som nr 210) (1819 nr 298)
- 212 Enom Konung täcktes thet så (9v, Matteusevangeliet 18) (Göteborgspsalmboken 1650 s. 39–42)
- 213 Waker up i Christne alle (9v, Matteusevangeliet 25) (Göteborgspsalmboken 1650 s. 239–241)
- 214 Himmelriket liknas widh tijo jungfrur (7v, Matteusevangeliet 25)
- 215 Kommer hijt til migh säger Gudz Son (16v) (Göteborgspsalmboken 1650 s. 54–57)

### V. Åthskillige Läro-Psalmer

#### Om Menniskiones Fall och Upprättelse
- 216 O Herre Gudh af Himmelrijk (26v) (Göteborgspsalmboken 1650 s. 85–86 = O Herre Gud af Himmelrik, vi må det alle klaga.
- 217 Af Adams fall är platt förderft (9v) (Göteborgspsalmboken 1650 s. 211–214)
- 218 Ach wij syndare arme! (6v) (Göteborgspsalmboken 1650 s. 214–216)
- 219 Hwar man må nu wäl glädia sigh (8v) (Göteborgspsalmboken 1650 s. 168–170, 1819 nr 45) Finns på Wikisource.
- 220 Gudh af sine barmhertighet (10v) (Göteborgspsalmboken 1650 s. 219–221, 1819 nr 144) Finns på Wikisource.
- 221 O JEsu Christ! tu nådenes brunn (11v) (melodi som nr 42) (1819 nr 47)

#### Om Gudz Ord och Församling
- 222 O HErre Gudh / tin helga Ord (9v) Göteborgspsalmboken 1650 s. 90–93. Finns på Wikisource.
- 223 Frögder eder i thenna tijd (14v) Göteborgspsalmboken 1650 s. 93–97. (melodi som nr 94)
- 224 Wak up / wak up i Gudz Namn (11v) Göteborgspsalmboken 1650 s. 99–102.
- 225 O HErre Gudh tin helga Budh  (8v)
- 226 Ett godt berådh och wälbetänckt modh  (14v)
- 227 Jagh weet ett blomster skiönt och fijnt (8v) Göteborgspsalmboken 1650 s. 131–132. (melodi som nr 142)
- 228 Hjelp HErre mill / hur står thet til (7v) (melodi som nr 225)
- 229 Ach! blif hos oss o JEsu Christ (9v) (1819 nr 120) Finns på Wikisource.

#### Om HErrans Sabbaths Dagh
- 230 Idagh är HErrans Sabbathsdagh / Förgätom eij hans stränga Lagh (22v)

#### Böne-Psalmer för Predikan
- 231 O Gudh / thet är en hiertans tröst (5v) (melodi som nr 108) (1819 nr 324) Finns på Wikisource.
- 232 Hijt / o JEsu! samloms wij (3v) Finns på Wikisource.
- 233 O Gudh som hörer allas röst (3v),  (melodi som nr 108) (1819 nr 329)
- 234 HErre JEsu Christ tigh til oss wänd (4v) (melodi som nr 307) (1819 nr 330) Finns på Wikisource.

#### Böne-Psalm efter Predikan
- 235 Såledz är wår kyrckiogång (3v) Finns på Wikisource.

#### Om Antichristo
- 236 O Rom / går thet nu så medh tigh / Som hafwer stålt här lefwat (12v)
- 237 Gudh Fader wilje wij prisa / Och JEsum hans enda Son (13v) Göteborgspsalmboken 1650 s. 104–108 Finns på Wikisource.

#### Om Gudz nådiga Beskydd
- 238 War gladh min siäl och fatta modh (8v)  (melodi som nr 94) (1819 nr 230)
- 239 Uthi tin nådh / o Fader blijd (4v) (melodi som nr 230) (1819 nr 250) Finns på Wikisource.

#### Om Gudz Nådh och Syndernas Förlåtelse
- 240 Allena til tigh / HErre JEsu Christ / Mitt hopp står här på jorden (4v),  (Göteborgspsalmboken 1650 s. 29–30, 1819 nr 194)
- 241 Wäl migh i ewighet! nu känner siäl och sinne (4v) (melodi som nr 305) (1819 nr 197) Finns på Wikisource.
- 242 Jagh tackar tigh / min högste Gudh (7v) * (melodi som nr 307) (1819 nr 198)
- 243 Bort mit hierta medh the tanckar (11v) (melodi som nr 53) (1819 nr 192) Finns på Wikisource.

#### Om Christi Förtienst / Kärlek och nådiga Närwarelse
- 244 Ach! hwad skal jagh doch begynna / Ach! hur qwäljer synden migh (13v), varannan Syndaren/JEsus) (1819 nr 177)
- 245 JEsus är min wän then bäste (3v) * (1819 nr 213) Finns på Wikisource.
- 246 JEsu / tu som siälen spisar (9v) (1819 nr 205)
- 247 Misströsta eij o Christen godh (10v) * (1819 nr 191)

### VI. Boot-Psalmer
- 248 Beklaga af alt mitt sinne (6v) (Göteborgspsalmboken 1650 s. 30, 1819 nr 180) Finns på Wikisource.
- 249 O Gudh! hwem skal jagh klaga / then sorg och eländ jagh drager (6v) (1819 nr 373)
- 250 O Gudh hwem skal jagh klaga? / Min synd är swår och stoor (5v) (Göteborgspsalmboken 1650 s. 71)
- 251 En syndig man som låg i syndsens dwala (9v) (Göteborgspsalmboken 1650 s. 229–232, 1819 nr 167) Finns på Wikisource.
- 252 Min högsta skatt o JEsu kär! (8v) * (Göteborgspsalmboken 1650 s. 262, 1819 nr 186)
- 253 Ach Gudh och HErz! min synd (10v) (1819 nr 187)
- 254 Ach hur' stort är mitt elände! (18v), (melodi som nr 53) Finns på Wikisource.
- 255 O JEsu Christ / min högsta tröst (10v), (melodi som nr 252) (1819 nr 188)
- 256 Mitt skuld-register när jagh wil (6v), (melodi som nr 293) (1819 nr 189)
- 257 Jagh för tigh / o Gudh! klagar (10v)
- 258 Är jagh alleen en främling här på jorden (15v), * (melodi som nr 302) (1819 nr 178)
- 259 O Tu bittra sorge-källa! (6v), * (melodi som nr 268) (1819 nr 179) Finns på Wikisource.

### VII. Psalmer om ett Christeligit Lefwerne

#### I gemeen
Thet gyllene A.B.C.D
- 260 Allena til Gudh sätt titt hopp fast (24v) *

- 261 Hwad godt kan jagh doch giöra (8v) (melodi som nr 283) (1819 nr 206)

#### Om Tolamod och Förnöijelse i Gudi
- 262 Hwad min Gudh wil altijd thet skeer (5v) Göteborgspsalmboken 1650 s. 73–74, (1819 nr 251)
- 263 Haf tolamod / war from och godh (3v) (1819 nr 233)
- 264 Som tigh / Gudh / täckes / giör medh migh (4v) (melodi som nr 108) (1819 nr 253)
- 265 Hwad Gudi täckes / är migh täckt (8v) (melodi som nr 262) (1819 nr 254) Finns på Wikisource.
- 266 JEsus är min hägnad (8v) (1819 nr 216)
- 267 Hwad sörjer tu så swåra (6v),  (melodi som nr 283) (1819 nr 244)
- 268 Hwad kan doch min siäl förnöija (11v),  (1819 nr 257) Finns på Wikisource.

#### Om Werldens Wäsende / Fåfängelighet och Föracht
- 269 Ingen efter Gudz Rijke står (6v)
- 270 Allt hwad wii på jorden äga (8v) (1819 nr 455)
- 271 Far tin wägh tu arga werld (5v),  (1819 nr 456) Finns på Wikisource.
- 272 Ach! hwad är doch lifwet här? (12v) * (1819 nr 457)
- 273 Tu snöda werld farwäl (12v),  (1819 nr 458)
- 274 JEsus alt mitt goda är (4v) (1819 nr 215)

#### Emot Dryckenskap
- 275 O HErre Gudh af Himmelrijk! (13v) * Göteborgspsalmboken 1650 s. 85–86.

#### Emot Okyskhet och Skörlefnad
- 276 Gudh säger at then salig är (12v) (melodi som nr 108) (1819 nr 292)
- 277 Wij böre oss stedz reda (8v)

#### Emot Högfärd
- 278 Ach! hwij ästu doch så blinder (11v) * (melodi som nr 377)
- 279 Menniskia ästu så högfärdig (6v)

### VIII. Psalmer i Bedröfwelse / Korss och Anfächtning
- 280 O Gud förlän migh tina nådh! (6v) (Göteborgspsalmboken 1650 s. 68–70)
- 281 Jagh ropar til tigh / O HErre Christ! (5v) (Göteborgspsalmboken 1650 på s. 70–71, 1819 nr 208)
- 282 Mitt hierta hwij grämer tu tigh (15v) (Göteborgspsalmboken 1650 s. 57–60)
- 283 Från Gudh wil jagh eij skiljas*
- 284 Må jagh olyckon eij undgåå (3v) (Göteborgspsalmboken 1650 s. 67–68) (melodi som nr 280)
- 285 Begynna wil jagh at prisa (16v)
- 286 Sorgen för glädien går (15v) (melodi som nr 116)
- 287 Ach! min siäl haf lustigt modh (19v)  (melodi som nr 107) (1819 nr 231)
- 288 Min siäl och sinne lät Gudh råda (7v)  * (1819 nr 239)
- 289 Sion klagar medh stor smärta (7v) (1819 nr 123)
- 290 Af hiertat hafwer jagh tigh kär (3v) (1819 nr 221)
- 291 HErre / tu min tröst och fromma (6v),  *  (melodi som nr 270) (1819 nr 246)
- 292 Hwart hän skal jagh doch flyy (10v) (melodi som nr 116) (1819 nr 176)
- 293 Then wederwärdighet (9v) (1819 nr 238) Finns på Wikisource.
- 294 Wänder om i sorgse sinnen (5v) (1819 nr 389)

### IX. Böne-Psalmer
- 295 Bewara oss Gudh i tin Ord (5v) Göteborgspsalmboken 1650 s. 102–103.
- 296 Gudh Fader uthi Himmelrijk (20v) (melodi som nr 9)
- 297 O Gudh / o Gudh så from! (8v) (1819 nr 207)
- 298 Tu ting / o Gudh! bedz jagh af tigh (8v) Göteborgspsalmboken 1650 s. 260–261. (melodi som nr 89)
- 299 Mitt hierta frögda tigh (4v)  (melodi som nr 305) (1819 nr 261)
- 300 O Store Gudh / min Fader och min HErre (18v) (melodi som nr 302)
- 301 O Gode Gudh i Himmels thron (8v)  (melodi som nr 383)

### X. Lof- och Tacksäijelse Psalmer
- 302 Lof / prijs och tack ske tigh (11v)
- 303 Lofwad ware HErren Wåra fäders Gudh! * (11 v),  (1819 nr 270) Finns på Wikisource.
- 304 Mitt hierta nu fast gläder sigh (10 verser, Hanne Lofsång Första Samuelsboken 1:2) (melodi som nr 219)
- 305 Nu tacker Gudh alt folck (3 v), (1819 nr 272) Finns på Wikisource.
- 306 Nu tacker alle samtlig Gudh  (3v)

### XI. Psalmer i åthskillige Nödtorfter

#### Uthi stora Landzplågor
- 307 När wij i högsta nöden stå (8v)
- 308 Wänd af tin wrede HErre Gudh medh nåde (8v) + latin "Aufer immenfam, Deus, aufer iram" (8v), (Göteborgspsalmboken 1650 s. 257–259) 1819 nr 387) Finns på Wikisource.
- 309 Ach! HErre Gudh i högden boor * (15v), (melodi som nr 215)

#### Om frijd
- 310 Förläna oss Gudh så nådelig (6v), (Göteborgspsalmboken 1650 s. 178–179, 1819 nr 303) Finns på Wikisource.
- 311 Gudh gifwe wårom Konung och all Öfwerhet (1v) (Göteborgspsalmboken 1650 s. 179–180)

#### Om Jordenes frucktbarhet
- 312 På tigh / o HErre käre! (11v)
- 313 Himmelske Fader / högste Gudh (12v), (melodi som nr 307) (1819 nr 396)
- 314 Din klara Sool / o Fader wår! (11v)  (melodi som nr 230)
- 315 Ach HErre! tu fast stränge Gudh  (4v)  (melodi som nr 17)
- 316 Gif oss / o Gudh! wårt daglig brödh (4v), (melodi som nr 321) (1819 nr 399)
- 317 Then blomstertijd nu kommer * (6v), (melodi som nr 412) (1819 nr 394) Finns på Wikisource.

#### I Hungers Nödh
- 318 När tigh går hungers nödh uppå (16v)

#### Om Hälsa och Sundhet
- 319 Then som frisker är och sund * (13v)

### XII. Psalmer för åthskillige Stånds-Personer / och widh besynnerliga tilfällen

#### För Öfwerhets-Personer

##### En Konungs Böne-Psalm
- 320 Jagh kommer för tigh / HErre (17v) (melodi som nr 283)

##### En Arfprinss Böne-Psalm
- 321 O Gudh! tu wast i fordom tijd (17v)

##### En Konglig Råds Böne-Psalm
- 322 Hwad är wår rådh och wåre tanckar (6v) --- (melodi som nr 288)

##### Lärares Böne-Psalm
- 323 O Gode Herde / som Gaf uth titt lijf för fåren (9v),  (1819 nr 313)

##### Psalmer angående Domare
- 324 O store allmachts Gudh (9v), (melodi som nr 305) (1819 nr 309)
- 325 Gudz stränga Budh och helga Lagh (8v) (melodi som nr 94)

##### Psalmer angående thet H. Ächtenskaps ståndet
- 326 Gudh som all ting skapade (4v) (Göteborgspsalmboken 1650 på s. 204–205) Finns på Wikisource.
- 327 Huru Gudh i begynnelsen (10v)
- 328 Wij önske nu wår brudgum och brudh (4v) Finns på Wikisource.

##### Barna-Psalmer
- 329 Mitt hierta frögde sigh innerlig (7v)
- 330 O Gudh! som eij the spädas röst förachtar (8v), (melodi som nr 302) (1819 nr 342)

##### Enkiors och Faderlösas Böne-Psalm
- 331 Ach! döden hafwer hädan ryckt (7v) (1819 nr 344)

##### Een siuk Menniskios Klage-Psalm
- 332 Ach! huru plågas jagh (12v), (1819 nr 364)

##### Tacksäijelse efter öfwerstånden siukdom
- 333 O Gudh! i tine hand står kranckhet (4v), (melodi som nr 305) (1819 nr 367)

##### Psalmer för Resande til landz och watn
- 334 Jagh låter HErrans nåde  (15v), (melodi som nr 26)
- 335 I HErrans Namn så rese wij (9v), (melodi som nr 215)
- 336 Uthi Gudz Namn nu rese wij(3v), (melodi som nr 1)
- 337 Alzmächtige Gudh i Himmelrijk (6v), (melodi som nr 339) (1819 nr 370)
- 338 O HErre Gudh och Fader min  (6v)

### XIII. Måltijdz-Psalmer.
- 339 Siungom nu af hiertans grund * (6v) (Göteborgspsalmboken 1650 s. 208–209.) Finns på Wikisource.
- 340 HErre Christ wij tigh nu prise (4v)
- 341 Tacker HErranom som är ganska blider (7v) (Göteborgspsalmboken 1650 s. 206)
- 342 Nu låt oss Gudh wår HErra / Tacka (8v) (Göteborgspsalmboken 1650 s. 210–211.)
- 343 O Gudh! tin godhet tacke wij (4v) (Göteborgspsalmboken 1650 s. 209–210.)

### XIV. Morgon- och Afton-Psalmer

#### Morgon- eller Afton-psalm
- 344 Tigh HErre mill jagh tacka wil (3v) (Göteborgspsalmboken 1650 s. 188–189)
- 345 Lustig af hiertans grunde  (8v) (Göteborgspsalmboken 1650 s. 191–193)
- 346 Lof / prijs och ähra ware tigh (10v) (inte = Lov, ära och pris med liknande titelrad) --- (melodi som nr 352) (1819 nr 416)
- 347 När jagh om morgon tijdt upstår (5v),  (melodi som nr 89) (1819 nr 417)
- 348 O HErre Gudh som all ting skop (6v) (melodi som nr 89)
- 349 O Helige Trefallighet / En sanner Gudh i ewighet (5v), (melodi som nr 295) Finns på Wikisource.

#### Morgon-Psalmer
- 350 Jagh wil af hiertans grunde (6v) (Göteborgspsalmboken 1650 s. 189–190)
- 351 Tig, HErre, wil jag prisa (6v), (Göteborgspsalmboken 1650 s. 193–194) (melodi som nr 345) Finns på Wikisource.
- 352 Jagh tackar tigh genom tin Son  (8v) (Göteborgspsalmboken 1650 s. 195–196)
- 353 At tu Gudh i then mörcka natt  (10v) --- (melodi som nr 230)
- 354 Then signade dagh (9v), (1819 nr 424) Finns på Wikisource.
- 355 Min Gudh och Fader käre (9v), (melodi som nr 412) (1819 nr 425) Finns på Wikisource.
- 356 Ljus af ljus / o Morgonstierna * (5v), (melodi som nr 377) (1819 nr 426)
- 357 O Gudh! Tig Ware lof och prijs (20v), (melodi som nr 143) (1819 nr 427)
- 358 Hwar medh skal jagh nu lofwa (10v), (melodi som nr 350) (1819 nr 428) Finns på Wikisource.
- 359 Wak up, min siäl, gif ära (10v), (melodi som nr 342) (1819 nr 429)
- 360 Wak up min siäl och war eij sen * (11v), (melodi som nr 131) (1819 nr 430)
- 361 Gudh haar sin Sool igen upsatt (12v) --- (melodi som nr 352)
- 362 Wii tacke tigh rätt hiertelig  (10v), (melodi som nr 253) (1819 nr 431)

#### AftonPsalmer
- 363 Efter Gudz skick går thet så til (5v) (Göteborgspsalmboken 1650 s. 197) Finns på Wikisource.
- 364 Christe som lius och dagen är (7v), (Göteborgspsalmboken 1650 s. 196–197) Finns på Wikisource.
- 365 Dagen ifrån oss skrider (6v) (Göteborgspsalmboken 1650 s. 198–199) Finns på Wikisource.
- 366 Solen hafwer sigh från oss wändt (8v) (Göteborgspsalmboken 1650 s. 203–204) Finns på Wikisource.
- 367 Then liuse dagh framgången är (8v),  (1819 nr 438)
- 368 Christe sann dagsens ljus och skeen (7v) (Göteborgspsalmboken 1650 s. 202–203) (melodi som nr 364) Finns på Wikisource.
- 369 Nu är en dagh framliden (1v), (melodi som nr 283) (1819 nr 439) Finns på Wikisource.
- 370 Nu hafwer thenne dagh * (6v), (1819 nr 440) Finns på Wikisource.
- 371 Wij tacke tigh / o HErre Christ / Som äst wår Frälserman förwist (6v), (melodi som nr 363)
- 372 Lof ske tigh / Gudh / för thenna dagh (8v) (melodi som nr 143)
- 373 Tigh Fader wil jagh prisa (10v) (melodi som nr 345)
- 374 Nu thenne dagh framliden är (5v), (melodi som nr 230) (1819 nr 441) Finns på Wikisource.
- 375 Nu hwilar hela jorden (9v), * (1819 nr 442)
- 376 Öpna tigh min mun och tunga (12v) (melodi som nr 377)
- 377 War nu redo siäl och tunga (13v), (1819 nr 443)
- 378 Solen går nu åter neder  (7v) (melodi som nr 268)

#### Om the Tolf dagsens Stunder
- 379 O Menniskia betänck all stund / Emedan tu må lefwa (14v)

### XV. Dödz- och Begrafningz-Psalmer

#### Beredelse-Psalmer emot Döden
- 380 Medan man lefwer i werlden säll (7v) (Göteborgspsalmboken 1650 s. 241–243), 1819 nr 454)
- 381 Hemlig stod jagh en morgon * (12v) (Göteborgspsalmboken 1650 s. 254–257) Finns på Wikisource.
- 382 Ewinnerlig är mitt hopp til Gudh /Han är min lifztröst och hälsa (6v) (Göteborgspsalmboken 1650 s. 248–239)
- 383 O JEsu Christ sann Gudh och Man (8v), (1819 nr 469)
- 384 Gudi min saak heemställer jagh (18v), (melodi som nr 142) (1819 nr 468)
- 385 På min HErre Gudh allen / Jagh hoppas utan meen (8v) --- (melodi som nr 116)
- 386 Ach JEsu Christ tin nådh betee (9v) (melodi som nr 379) (1819 nr 470)
- 387 O JEsu! när jagh hädan skal * (8v), (melodi som nr 27) (1819 nr 472) Finns på Wikisource.
- 388 När jagh uthi min eenslighet * (13v), (melodi som nr 27) (1819 nr 459)
- 389 Dödsens macht och tyrannij / Wij äre undergifne (10v), (melodi som nr 217)

#### Suckan i Dödzångest
- 390 När min tijd och stund kommen är (12v) Göteborgspsalmboken 1650 s. 244–247
- 391 O Werld! jagh tigh förlåter (10v) (melodi som nr 249)
- 392 I Christi såår jagh somnar in (3v), (1819 nr 480)
- 393 Jagh längtar af alt hierta (10v), (1819 nr 477) Finns på Wikisource.
- 394 Rätt hiertelig jagh längtar / Efter en salig änd (11v)
- 395 Kom o JEsu! huru länge (6v), (1819 nr 472)
- 396 Min jämmer nu en ända haar  (6v), (1819 nr 479)

#### Begrafnings-Psalmer
- 397 Medh glädie och frijd faar jagh nu hän (4 verser, Simeonis Lofsång) (Göteborgspsalmboken 1650 s. 244, 1819 nr 478) Finns på Wikisource.
- 398 Wij som lefwe i werlden här (3v), (Göteborgspsalmboken 1650 s. 250–251, 1819 nr 26) Finns på Wikisource.
- 399 Hela werlden klagar sigh * (6v)
- 400 Låt oss thenna kropp begrafwa  (8v) (Göteborgspsalmboken 1650 s. 251–252) Finns på Wikisource.
- 401 Hörer til i Christtrogne alle (12v latin + 14v) (Göteborgspsalmboken 1650 s. 252–254, 1819 nr 492) Finns på Wikisource.
- 402 I stofft och sand then swarta mull (4 verser + 2 onumrerade strofer)

### XVI. Om Menniskiones Tilstånd efter Döden

#### Om then Yttersta Domen
- 403 Wak up av synden tu Christendom (6v) (1819 nr 497)
- 404 Förhanden är nu wist then tijd (7v) (1819 nr 498)
- 405 En gång döö och sedan domen (14v),  (1819 nr 499)
- 406 HErre Gudh / för tigh jagh klagar *  (13v), (1819 nr 467)

#### Om then osaliga Ewigheten
- 407 O Ewighet! tin längd (12v), (1819 nr 463) Finns på Wikisource.
- 408 Ho Satans boning täncker på (5v), (1819 nr 404)
- 409 O Syndig man som säker är och trygger *  (16v), (1819 nr 465)

#### Om thet ewiga Lifwet
- 410 I himelen, i himelen * (17v) (1819 nr 486) Finns på Wikisource.
- 411 Eija! mitt hierta (15v) (1819 nr 487 I hoppet sig min frälsta själ förnöjer)
- 412 Migh giör stoor lust och glädie (31 verser) Finns på Wikisource.
- 413 HErre signe tu och råde (1v) (melodi som nr 377) (1819 nr 500) Finns på Wikisource.

## Olika utgåvor
- Then svenska psalmboken, med the stycker, som thertil höra, och på följande sida upteknade finnas : uppå kongl. maj:ts nådigste befallning, år MDCXCV, öfversedd och nödtorfteligen förbättrad. Genom kongl. tryckeriet. Tryckt uti Nyköping : MDCCLX. Nyköping. 1760. Libris 20146869. http://hdl.handle.net/2077/51804
- Den svenska psalmboken : öfversedd och nödtorfteligen förbättrad. Stockholm: Johan Pehr Lindh. 1797. Libris 2424627. https://runeberg.org/psalmbok/1797/

### Fotnoter
1. ↑  Anders Cullhed (15 januari 1996).  (på svenska)Poesi i psalmbok och psaltare (Dagens nyheter). https://www.dn.se/arkiv/kultur/poesi-i-psalmbok-och-psaltare/. Läst 15 januari 2017.